# Bobsleigh aux Jeux olympiques de 1992
Pour des articles plus généraux, voir Bobsleigh aux Jeux olympiques et Jeux olympiques d'hiver de 1992.
Navigation
Calgary 1988 Lillehammer 1994
Les épreuves de bobsleigh aux Jeux olympiques de 1992 sur la piste de la Plagne.

## Podiums
| Épreuves       | Médaille d'or                                                        | Médaille d'argent                                               | Médaille de bronze                                                 |
| -------------- | -------------------------------------------------------------------- | --------------------------------------------------------------- | ------------------------------------------------------------------ |
| Bob à deux H   | Suisse Gustav Weder Donat Acklin                                     | Allemagne Rudi Lochner Markus Zimmermann                        | Allemagne Christoph Langen Günther Eger                            |
| Bob à quatre H | Autriche Ingo Appelt Harald Winkler Gerhard Haidacher Thomas Schroll | Allemagne Wolfgang Hoppe Bogdan Musiol Axel Kühn René Hannemann | Suisse Gustav Weder Donat Acklin Lorenz Schindelholz Curdin Morell |

## Médailles
| Rang | Nations   | Médaille d'or | Médaille d'argent | Médaille de bronze | Total |
| ---- | --------- | ------------- | ----------------- | ------------------ | ----- |
| 1er  | Suisse    | 1             | 0                 | 1                  | 2     |
| 2e   | Autriche  | 1             | 0                 | 0                  | 1     |
| 3e   | Allemagne | 0             | 2                 | 1                  | 3     |